# Pokal evropskih prvakov 1996/97 (hokej na ledu)
Pokal evropskih prvakov 1996/97 je dvaintrideseta in zadnja sezona hokejskega pokala, ki je potekal med 1. oktobrom in 30. decembrom 1997. Naslov evropskega pokalnega zmagovalca je osvojil klub Lada Togliatti, ki je v finalu premagal Modo Hockey.

## Tekme

### Prvi krog

#### Skupina A
(Beograd, Srbija)
| 1. klub          | Rezultat | 2. klub                |
| ---------------- | -------- | ---------------------- |
| Dunaferr SE      | 33:1     | Kavaklıdere Belediyesi |
| HK Crvena Zvezda | 3:1      | Slavija Sofija         |
| HK Crvena Zvezda | 9:2      | Kavaklıdere Belediyesi |
| Dunaferr SE      | 12:0     | Slavija Sofija         |
| Slavija Sofija   | 10:1     | Kavaklıdere Belediyesi |
| HK Crvena Zvezda | 2:4      | Dunaferr SE            |

##### Lestvica
| Poz | Klub                   | Točke |
| 1   | Dunaferr SE            | 6     |
| 2   | HK Crvena Zvezda       | 4     |
| 3   | Slavija Sofija         | 2     |
| 4   | Kavaklıdere Belediyesi | 0     |

#### Skupina B
(Ljubljana, Slovenija)
| 1. klub        | Rezultat | 2. klub    |
| -------------- | -------- | ---------- |
| EHC Kloten     | 9:0      | KHL Zagreb |
| Olimpija Hertz | 9:3      | KHL Zagreb |
| Olimpija Hertz | 3:4      | EHC Kloten |

##### Lestvica
| Poz | Klub           | Točke |
| 1   | EHC Kloten     | 4     |
| 2   | Olimpija Hertz | 2     |
| 3   | KHL Zagreb     | 0     |

#### Skupina C
(Sheffield, Združeno kraljestvo)
| 1. klub             | Rezultat | 2. klub             |
| ------------------- | -------- | ------------------- |
| HC Steaua Bucureşti | 5:2      | Tilburg Trappers    |
| Sheffield Steelers  | 16:0     | CH Jaca             |
| HC Steaua Bucureşti | 7:1      | CH Jaca             |
| Sheffield Steelers  | 5:1      | Tilburg Trappers    |
| Tilburg Trappers    | 12:8     | CH Jaca             |
| Sheffield Steelers  | 4:1      | HC Steaua Bucureşti |

##### Lestvica
| Poz | Klub                | Točke |
| 1   | Sheffield Steelers  | 6     |
| 2   | HC Steaua Bucureşti | 4     |
| 3   | Tilburg Trappers    | 2     |
| 4   | CH Jaca             | 0     |

#### Skupina D
(Novopolock, Belorusija)
| 1. klub                 | Rezultat | 2. klub                 |
| ----------------------- | -------- | ----------------------- |
| Polimir Novopolock      | 19:1     | Narva Kreenholm         |
| Torpedo Ust-Kamenogorsk | 14:1     | Narva Kreenholm         |
| Polimir Novopolock      | 2:4      | Torpedo Ust-Kamenogorsk |

##### Lestvica
| Poz | Klub                    | Točke |
| 1   | Torpedo Ust-Kamenogorsk | 4     |
| 2   | Polimir Novopolock      | 2     |
| 3   | Narva Kreenholm         | 0     |

#### Skupina E
(Nowy Targ, Poljska)
| 1. klub           | Rezultat | 2. klub         |
| ----------------- | -------- | --------------- |
| Podhale Nowy Targ | 11:2     | Jerusalem Lions |
| Sokil Kyiv        | 7:4      | SC Energija     |
| Sokil Kyiv        | 9:1      | Jerusalem Lions |
| Podhale Nowy Targ | 12:1     | SC Energija     |
| Jerusalem Lions   | 7:4      | SC Energija     |
| Podhale Nowy Targ | 0:4      | Sokil Kyiv      |

##### Lestvica
| Poz | Klub              | Točke |
| 1   | Sokil Kyiv        | 6     |
| 2   | Podhale Nowy Targ | 4     |
| 3   | Jerusalem Lions   | 2     |
| 4   | SC Energija       | 0     |

### Drugi del

#### Skupina F
(Toljati, Rusija)
| 1. klub        | Rezultat | 2. klub        |
| -------------- | -------- | -------------- |
| Olimpija Hertz | 5:1      | HC Nik's Brih  |
| Lada Togliatti | 8:1      | Dunaferr SE    |
| Dunaferr SE    | 8:4      | HC Nik's Brih  |
| Lada Togliatti | 6:0      | Olimpija Hertz |
| Olimpija Hertz | 5:3      | Dunaferr SE    |
| Lada Togliatti | 6:0      | HC Nik's Brih  |

##### Lestvica
| Poz | Klub           | Točke |
| 1   | Lada Togliatti | 6     |
| 2   | Olimpija Hertz | 4     |
| 3   | Dunaferr SE    | 2     |
| 4   | HC Nik's Brih  | 0     |

#### Skupina G
(Bolzano, Italija)
| 1. klub       | Rezultat | 2. klub             |
| ------------- | -------- | ------------------- |
| TJ VSŽ Košice | 6:1      | EHC Kloten          |
| HC Bolzano    | 15:2     | HC Steaua Bucureşti |
| TJ VSŽ Košice | 10:1     | HC Steaua Bucureşti |
| HC Bolzano    | 1:4      | EHC Kloten          |
| EHC Kloten    | 7:0      | HC Steaua Bucureşti |
| HC Bolzano    | 2:1      | TJ VSŽ Košice       |

##### Lestvica
| Poz | Klub                | Točke  |
| 1   | TJ VSŽ Košice       | 4 (+4) |
| 2   | EHC Kloten          | 4 (-2) |
| 3   | HC Bolzano          | 4 (-2) |
| 4   | HC Steaua Bucureşti | 0      |

#### Skupina H
(Hämeenlinna, Finska)
| 1. klub            | Rezultat | 2. klub            |
| ------------------ | -------- | ------------------ |
| Storhamar          | 7:5      | Sheffield Steelers |
| HPK                | 3:2      | Polimir Novopolock |
| Storhamar          | 1:1      | Polimir Novopolock |
| HPK                | 2:2      | Sheffield Steelers |
| Polimir Novopolock | 5:4      | Sheffield Steelers |
| HPK                | 3:0      | Storhamar          |

##### Lestvica
| Poz | Klub               | Točke |
| 1   | HPK                | 5     |
| 2   | Polimir Novopolock | 3     |
| 3   | Storhamar          | 2     |
| 4   | Sheffield Steelers | 1     |

#### Skupina J
(Feldkirch, Avstrija)
| 1. klub                 | Rezultat | 2. klub                 |
| ----------------------- | -------- | ----------------------- |
| HC Petra Vsetín         | 8:1      | Podhale Nowy Targ       |
| VEU Feldkirch           | 7:5      | Torpedo Ust-Kamenogorsk |
| VEU Feldkirch           | 9:2      | Podhale Nowy Targ       |
| HC Petra Vsetín         | 9:3      | Torpedo Ust-Kamenogorsk |
| Torpedo Ust-Kamenogorsk | 6:1      | Podhale Nowy Targ       |
| VEU Feldkirch           | 5:2      | HC Petra Vsetín         |

##### Lestvica
| Poz | Klub                    | Točke |
| 1   | VEU Feldkirch           | 6     |
| 2   | HC Petra Vsetín         | 4     |
| 3   | Torpedo Ust-Kamenogorsk | 2     |
| 4   | Podhale Nowy Targ       | 0     |

#### Skupina K
(Bordeaux, Francija)
| 1. klub     | Rezultat | 2. klub          |
| ----------- | -------- | ---------------- |
| Sokil Kyiv  | 7:0      | HK Crvena Zvezda |
| Brest HC    | 3:4      | Modo Hockey      |
| Brest HC    | 17:0     | HK Crvena Zvezda |
| Modo Hockey | 4:2      | Sokil Kyiv       |
| Modo Hockey | 17:0     | HK Crvena Zvezda |
| Brest HC    | 3:2      | Sokil Kyiv       |

##### Lestvica
| Poz | Klub             | Točke |
| 1   | Modo Hockey      | 6     |
| 2   | Brest HC         | 4     |
| 3   | Sokil Kyiv       | 2     |
| 4   | HK Crvena Zvezda | 0     |

### Finalni del
(Düsseldorf, Nemčija)

#### Tretji del

##### Skupina L
| 1. klub         | Rezultat | 2. klub        |
| --------------- | -------- | -------------- |
| Lada Togliatti  | 5:0      | TJ VSŽ Košice  |
| Düsseldorfer EG | 7:2      | TJ VSŽ Košice  |
| Düsseldorfer EG | 2:7      | Lada Togliatti |

###### Lestvica
| Poz | Klub            | Točke |
| 1   | Lada Togliatti  | 4     |
| 2   | Düsseldorfer EG | 2     |
| 3   | TJ VSŽ Košice   | 0     |

##### Skupina M
| 1. klub       | Rezultat | 2. klub       |
| ------------- | -------- | ------------- |
| Modo Hockey   | 5:3      | VEU Feldkirch |
| VEU Feldkirch | 4:2      | HPK           |
| HPK           | 4:3      | Modo Hockey   |

###### Lestvica
| Poz | Klub          | Točke  |
| 1   | Modo Hockey   | 2 (+1) |
| 2   | VEU Feldkirch | 2 (0)  |
| 3   | HPK           | 2 (-1) |

#### Za tretje mesto
| 1. klub         | Rezultat | 2. klub       |
| --------------- | -------- | ------------- |
| Düsseldorfer EG | 5:3      | VEU Feldkirch |

#### Finale
| 1. klub        | Rezultat | 2. klub     |
| -------------- | -------- | ----------- |
| Lada Togliatti | 4:3      | Modo Hockey |